# Pluskolec pospolity
Pluskolec pospolity (Notonecta glauca) – gatunek owada, drapieżny pluskwiak wodny z rodziny pluskolcowatych. Osobniki dorosłe osiągają długość 1,5 cm.
Tak jak inne pluskolce, pływa odwrócony grzbietem do dołu. Dzięki bardzo jasnej barwie grzbietu (uzyskiwanej dzięki zgromadzonej pod skrzydłami cienkiej warstwie powietrza, transportującej światło na zasadzie światłowodu) oraz ciemnemu spodowi, jest słabo widoczny zarówno z góry (na tle dna zbiornika) jak i z dołu (na tle nieba). Dzięki wydłużonym, przystosowanym do tego celu, odnóżom tylnym, pływa krótkimi zrywami, osiągając duże prędkości (w porównaniu z większością owadów wodnych). W razie pogorszenia warunków (np. wyschnięcia zamieszkiwanego zbiornika wodnego), wchodzi na wystające ponad powierzchnię rośliny, osusza skrzydła i odlatuje w poszukiwaniu korzystniejszego siedliska.
Poluje na inne bezkręgowce wodne, postaci larwalne ryb, a nawet narybek. Zimują dorosłe owady, które na wiosnę przystępują do rozrodu. Samica składa w łodygach roślin do 200 jaj. Występuje na terenie Europy.